# Rolf Johnsson
Rolf Johnsson (1º dicembre 1889 – 3 giugno 1931) è stato un ginnasta svedese.

## Palmarès

### Olimpiadi
- Oro a Londra 1908 nel concorso a squadre.